# Волынка (Пермский край)
Волынка — посёлок в Красновишерском районе Пермского края. Входит в состав Вайского сельского поселения.

## Географическое положение
Расположен на реке Большой Щугор, примерно в 62 км к юго-западу от центра поселения, посёлка Вая, и в 42 км к востоку от центра района, города Красновишерск.

## Население
| 2010 |
| ---- |
| 52   |

## Улицы
В посёлке расположены 5 улиц:
- Алмазная ул.
- Зелёная ул.
- Мошиха ул.
- Новая ул.
- Юбилейная ул.

## Топографические карты
- Лист карты P-40-127,128 Красновишерск. Масштаб: 1 : 100 000. Состояние местности на 1982 год. Издание 1988 г.